# حشمونة
حشمونة (بالعبرية: חַשְׁמֹנָה‏) هي واحدة من محطات بني إسرائيل في البرية أثناء التيه بعد خروجهم من مصر، بين مثقة ومسيروت كما يظهر من النص في سفر العدد 33: 29، 30. لكن لا يمكن تحديد مكانها تمامًا. فهناك من يربط حشمونة بوادي الحشيم بالقرب من الموقع المحتمل لقادِش برنيع، في حين يقول آخرون انها قد تكون هي نفسها عصمون المذكورة في سفر العدد 34: 4، 5.
كلمة حَشْمونة تعني «خصب».